# Son of Dork
Son of Dork (dt. Sohn vom Depp), auch abgekürzt SOD (nicht zu verwechseln mit den Stormtroopers of Death, die sich S.O.D. abkürzen), war eine britische Pop-Punk-Band. 

## Geschichte
Die Band wurde 2005 von James Elliot Bourne gegründet, nachdem seine frühere Band Busted im Januar 2005 ihre Auflösung bekannt gegeben hatte. Der Stil der Band ist Punk-Rock. 
Der Name Son of Dork stammt aus dem Film Problem Child. Dieser Film ist einer von James Bournes Lieblingsfilmen. Ursprünglich gehörte auch Ben Jackson, Sänger der Band Dudefish, zu den Mitgliedern der Gruppe. Da seine Stimme aber nicht zu der von Bourne passte, ging man getrennte Wege.
Mit der ersten Single Ticket Outta Loserville schafften Son Of Dork im November 2005 auf Anhieb den Sprung in die britischen Top Ten. Das Debütalbum Welcome to Loserville erschien Ende November 2005. Nach Ticket Outta Loserville wurde Eddies Song als zweite Single ausgekoppelt.
Am 7. Juli 2007 verabschiedeten sich Son of Dork offiziell von ihrem Gitarristen David Williams, der dann bei Kobe spielte. Im Oktober 2007 verließ auch Chris Leonard die Band. Die Band war bis 2008 aktiv.

## Diskografie

### Alben
- 2005: Welcome to Loserville

### Singles
- 2005: Ticket Outta Loserville
- 2006: Eddies Song